# سيرجيو روسي (مصمم أحذية)
سيرجيو روسي (31 يوليو 1935 - 2 أبريل 2020) كان مصمم أحذية إيطالي، أسس علامته التجارية الخاصة.

## السيرة الشخصية
وُلد في سان ماورو باسكولي، وعمل مع والده، الذي كان صانع أحذية، وتعلم تجارة هذه الصنعة.
في عام 1951، افتتح أوَّل متجر للأحذية في مسقط رأسه. كما كان يصنع النعال ويبيعها لسكان شواطئ ريميني ومحلات بولونيا. في عام 1968، أُنتج أول حذاء يحمل علامة روسي التجارية.
في مارس 2020، تبرَّع روسي وشركتهُ بمبلغ 100000 يورو إلى مستشفى لويجي ساكو في ميلانو، في مشروعٍ مشترك من صناعة الأزياء لمُكافحة جائحة فيروس كورونا في إيطاليا 2020.
ابن روسي جيانفيتو هو أيضًا مُصمم أحذية يحمل علامته التجارية الخاصة.

## وفاته
في 2 أبريل 2020، تُوفي رُوسي في تشيزينا بسبب مرض فيروس كورونا 2019، وكان يبلغ من العمر 84 عامًا.